# Introduction en Scherzo (De Boeck)
Introduction en Scherzo is een compositie voor harmonieorkest of fanfare van de Belgische componist Marcel De Boeck.